# Vasum capitellum
Vasum capitellum is een slakkensoort uit de familie van de Turbinellidae. De wetenschappelijke naam van de soort werd in 1758 voor het eerst geldig gepubliceerd door Carl Linnaeus in de tiende editie van Systema naturae.